# Bob Davidson (arbitre de baseball)
Pour les articles homonymes, voir Bob Davidson.
Bob Davidson (né le 3 août 1952 à Chicago, Illinois, États-Unis) est un arbitre des Ligues majeures de baseball. D'abord arbitre de la Ligue nationale de 1982 à 1999, Davidson revient au sein du personnel d'officiels des Ligues majeures en 2007.

## Biographie
Bob Davidson arbitre son premier match le 31 mai 1982 et devient membre à temps plein du personnel d'arbitres de la Ligue nationale en 1983. Il quitte les majeures en 1999 lorsqu'il est l'un des quelques arbitres à démissionner, suivant les conseils d'un chef syndical, durant un conflit de travail pour forcer la main des hautes instances de la Ligue majeure. Ce sera une décision que Davidson regrettera longtemps, puisque la ligue accepte les démissions et engage de nouveaux arbitres, au bas de l'échelle salariale. Alors qu'il approche la cinquantaine, Davidson doit reprendre sa carrière d'arbitre dans les ligues mineures et faire son chemin jusque dans les majeures. En 2004, trois des 22 arbitres ayant démissionné en 1999 se voient promettre un nouvel emploi dans les majeures dès qu'un poste sera disponible (les deux autres sont Tom Hallion et Ed Hickox. Davidson redevient arbitre des Ligues majeures de baseball en 2008, à la suite de l'annonce de la retraite de Joe Brinkman.
Bob Davidson a arbitré durant la Série mondiale 1992, les Séries de championnat de la Ligue nationale en 1988, 1991 et 1996, les Séries de divisions de la Ligue nationale en 1995, 1998 et 2009, ainsi que les matchs des étoiles de 1987 et 1993. Le 10 juin 1997, il est l'arbitre au marbre lors du match sans point ni coup sûr lancé à San Francisco par Kevin Brown, des Marlins de Miami.
Surnommé Balkin' Bob pour fréquemment appeler des feintes illégales (balk, en anglais) contre les lanceurs, Bob Davidson a terminé 4e sur la liste des pires arbitres de Ligue majeure dressée par Sports Illustrated en 2011 après un sondage auprès des joueurs. Il est aussi connu reconnu pour ses fréquentes sautes d'humeur, pour fréquemment expulser des joueurs ou des entraîneurs, et pour quelques mauvaises décisions, notamment durant la Série mondiale 1992 où il déclare Deion Sanders, des Braves d'Atlanta, sauf au marbre, une erreur, plus tard avouée par Davidson, qui prive les Blue Jays de Toronto d'un triple jeu.
Davidson compte aussi sa part d'expulsions insolites. Le 23 août 1989 au Stade olympique de Montréal, dans un geste jamais vu, il expulse du match la mascotte des Expos, Youppi!, à qui Tommy Lasorda des Dodgers de Los Angeles reproche de faire du vacarme sur le toit de l'abri des joueurs. Le 7 septembre 2010, dans un match à Milwaukee entre les Brewers et les Cardinals de Saint-Louis où il est derrière le marbre, quatre expulsions ont lieu, dont trois par Davidson : un gérant (expulsé par l'arbitre au deuxième but), un instructeur, un joueur et... un spectateur, dont Davidson ordonne l'expulsion après avoir l'entendu lancer une insulte homophobe. En 2012, Davidson est suspendu un match par le baseball majeur pour « violations répétées des standards de gestion des situations de match » après une succession d'incidents à Philadelphie qui culmine par une altercation entre l'arbitre et le gérant des Phillies, Charlie Manuel, qui estime que Davidson a commis de l'obstruction et empêché son receveur Brian Schneider de récupérer une troisième prise non attrapée.
Le 30 août 2009, Davidson arbitre son 3 000e match dans le baseball majeur. Il est l'un des arbitres durant la Classique mondiale de baseball 2006.
En 2010, Davidson est intronisé au Athletic Hall of Fame, le temple de la renommée de l'université du Minnesota à Duluth, où il a étudié et joué au baseball en 1972 et 1973.
Comme arbitre, il porte le numéro de dossard 61.